# Ranunculus moseleyi
Ranunculus moseleyi är en ranunkelväxtart som beskrevs av Joseph Dalton Hooker. Ranunculus moseleyi ingår i släktet ranunkler, och familjen ranunkelväxter. Inga underarter finns listade i Catalogue of Life.